# L'Orchestre de contrebasses
L'Orchestre de contrebasses est un groupe constitué de six contrebasses, fondé en 1981 par Christian Gentet. Composé de virtuoses, tous compositeurs et interprètes, le groupe s'est produit dès 1981 au Théâtre Le Ranelagh à Paris. Il explore les différents registres de jeu possibles de l'instrument.

## Membres du groupe
- Christian Gentet
- Grégoire Dubruel
- Leonardo Teruggi
- Charlotte Testu
- Yves Torchinsky
- Xavier Lugué
- Étienne Roumanet

## Anciens membres
- Jean-Philippe Viret
- Olivier Moret
- Renaud Garcia-Fons
- Mathieu Verlot
- Dominique Lemerle
- Hélène Labarrière
- Brigitte Radal
- Thibault Delor
- Frédéric Alcaraz
- Nicolas Porchy
- Bob Drewry
- Eric Lagacé
- Stafford James
- Daniel Jacques

## Discographie
- 1982 : Danses occidentales
- 1990 : Les cargos
- 1993 : Bass, bass, bass, bass, bass & bass
- 1995 : Jeux dangereux
- 1999 : Transes formations
- 2003 : Musiques de l'homme
- 2012 : R U Sexperienced